# Exocentrus albosignatus
Exocentrus albosignatus es una especie de escarabajo longicornio perteneciente al género Exocentrus, categorizada en la tribu Exocentrini, de la subfamilia Lamiinae.
Mide 3 mm de longitud. El período de vuelo para ejemplares adultos se presenta durante los meses de junio, julio y agosto.

## Taxonomía
Se atribuye su descripción a los entomólogos Pierre Lepesme y Stephan von Breuning, quienes la citaron por primera vez en 1953. La especie aparece registrada en la sección Lamiaires nouveaux de Côte d’Ivoire (Col. Cerambycidae) del Bulletin de la Société Entomologique de France, 58 (7): 98–104, f. 7, publicada por Lepesme Pierre y Breuning Stephan en 1953.

## Distribución
Se distribuye por África, específicamente en Costa de Marfil, en la localidad de Adiopodoumé.